# 东平明湖中学
东平县明湖中学是山东省东平县的一所完全中学，设有初中部和高中部，为省级规范化学校，东平县三所公立高中之一。

## 校史
明湖中学于2003年9月修建，2004年9月开学。